# Баганський район
Баганський район — муніципальне утворення в Новосибірській області  Росії.
Адміністративний центр — село Баган.

## Географія
Район розташований на південному заході Новосибірської області, на півночі Кулундинського степу. На півночі і північному заході район межує з купинських районом, на північному сході з Купинским та Здвінським районами, на південному сході з Карасуцьким районом Новосибірської області, на південному заході і заході з республікою Казахстан. Протяжність кордону з Казахстаном 12,5 км. Протяжність району із заходу на схід 103 км, з півночі на південь — 60 км. Територія району за даними на 2008 рік — 336,7 тис. га, у тому числі сільгоспугіддя — 258,4 тис. га (76,7% всієї площі). 

## Історія
В 1925 році на території нинішнього Баганського району був утворений Андріївський район з центром у с. Андріївка у складі Славгородського округу Сибірського краю, з 1930 році в складі Західно-Сибірського краю. З 1931 по 1935 роки район був скасований. В 1937 Андріївський район був включений у знову утворений Алтайський край. В 1944 році район був переданий в Новосибірську область. В 1946 році райцентр був перенесений з с. Андріївка в с. Баган. В 1963 році район був скасований, в 1965 році знову відновлений під найменуванням Баганський.

## Економіка
Основна спеціалізація сільськогосподарських підприємств — зернове і мясомолочное виробництво.

## Населення
| 2002    | 2009    | 2010    | 2011    | 2012    | 2013    | 2014    |
| ------- | ------- | ------- | ------- | ------- | ------- | ------- |
| 18 457  | ↘17 494 | ↘17 451 | ↘16 580 | ↘16 341 | ↘16 080 | ↘15 779 |
| 2015    | 2016    | 2017    | 2018    | 2019    |         |         |
| ↘15 580 | ↘15 439 | ↘15 381 | ↘15 355 | ↘15 280 |         |         |